# كروتون عطري
كروتون عطري (الاسم العلمي: Croton aromaticus) هو نوع نباتي يتبع جنس الكروتون من فصيلة الحلابية.